# Burni Kacang Minyak
Burni Kacang Minyak är ett berg i Indonesien.   Det ligger i provinsen Aceh, i den västra delen av landet, 1 600 km nordväst om huvudstaden Jakarta. Toppen på Burni Kacang Minyak är 2 570 meter över havet, eller 129 meter över den omgivande terrängen. Bredden vid basen är 1,2 km. Burni Kacang Minyak ingår i Van Daalen Mountains.
Terrängen runt Burni Kacang Minyak är bergig söderut, men norrut är den kuperad. Trakten runt Burni Kacang Minyak är nära nog obefolkad, med mindre än två invånare per kvadratkilometer. I omgivningarna runt Burni Kacang Minyak växer i huvudsak städsegrön lövskog.